# 부산국제고등학교
부산국제고등학교(釜山國際高等學校)는 대한민국 부산광역시 부산진구 당감동에 위치한 공립 고등학교이다.

## 학교 연혁
- 1997년 12월 24일 : 부산국제중고등학교 설립 인가
- 1998년 3월 1일 : 초대 허경덕 교장 부임
- 1998년 3월 4일 : 개교식 및 제1회 입학식(신입생 116명)
- 2000년 3월 17일 : 특수목적고등학교 지정
- 2001년 2월 14일 : 제1회 졸업식(졸업생 103명)
- 2003년 2월 4일 : 자율학교 지정(3년간)
- 2014년 3월 31일 : 부산국제중고등학교 학교협동조합(BIHS COOPS) 개소
- 2017년 12월 5일 : 자율학교 재지정(4년간)
- 2024년 2월 7일 : 제24회 졸업식(졸업생 164명, 누계 3,780명)
- 2024년 3월 4일 : 제27회 입학식(신입생 167명)
- 2024년 9월 1일 : 제10대 정대호 교장 취임

## 참고 자료
- 부산국제고등학교 - 한국교육학술정보원 학교알리미